# 수원군 갑
수원군 갑은 대한민국의 옛 국회의원 선거구이다. 당시 경기도 수원군의 일부 지역을 관할했다.

## 역사
제헌 국회의원 선거를 앞두고 수원읍, 일왕면, 반월면, 매송면, 봉담면, 비봉면, 음덕면, 마도면을 관할하는 선거구로 신설되었다.
1949년 8월, 수원군 수원읍이 수원시로 승격되었다. 이에 수원군은 화성군으로 개칭되었으며 제2대 국회의원 선거를 앞두고 수원시 선거구와 화성군 갑 선거구로 분리되었다.

## 역대 국회의원
| 선거   | 정당 | 정당       | 의원   |
| ------ | ---- | ---------- | ------ |
| 1948년 |      | 대동청년단 | 홍길선 |

## 역대 선거 결과

### 대한민국 제헌 국회의원 선거
|  | 51.95% |

|  | 29.39% |

|  | 10.41% |

|  | 8.23% |